# 8-й Северокаролинский пехотный полк
8-й Северокаролинский пехотный полк (8th North Carolina Infantry Regiment) — представлял собой один из пехотных полков армии Конфедерации во время Гражданской войны в США. Он сражался в основном на побережье Северной Каролины.

## Формирование
Полк был сформирован в сентябре 1861 года в Кэмп-Макон, около Уоррентона в Северной Каролине. Его роты были набраны в округах Кабаэрус, Рован, Камберленд, Гренвилль и Нью-Хановер. Первым командиром полка стал Генри Шоу, который родился в штате Род-Айленд, но переехал в Северную Каролину и был делегатом на совете по сецессии штата. Подполковником стал Уильям Прайс из округа Нью-Хановер.

## Боевой путь

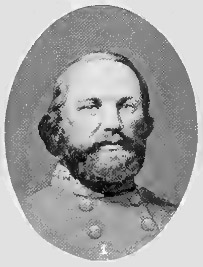
Полковник Генри Шоу

Полк был сформирован 13 сентября, а уже 18 сентября отправлен на остров Роанок-Айленд. 21 сентября полк прибыл на остров, около недели обустраивал лагерь, затем занялся тренировками. Уже в начале октября полк участвовал в первых перестрелках с федеральными отрядами около острова Роанок. Командующий гарнизоном генерал Генри Уайз в конце января сдал командование полковнику Шоу, а в первых числах февраля появился федеральный флот и началось сражение при Роанок-Айленд. 8 февраля полковник Шоу капитулировал.
После капитуляции полк был помещён на две недели в лагерь военнопленных, а затем отпущен под честное слово. К сентябрю 1862 года была проведена процедура обмена и полк снова поступил на военную службу. Он был снова сформирован в Кэмп-Магнум около Роли и стал частью бригады Томаса Клингмана, куда также вошли 31-й, 51-й, и 61-й северокаролинские полки. Из лагеря полк был направлен в район Кингстона, где 17 декабря 1862 года участвовал в сражении при Голдсборо. Зимой полк отправили к Чарльстону, а весной он стоял в лагере под Уилмингтоном.
10 июля полк отправили в Чарльстон для обороны форта Вагнер. Полк был размещен на острове Джеймс-Айленд, к западу от форта Вагнер. С этих позиций полк 18 июля наблюдал второе сражение за форт Вагнер. 19 июля полк был направлен на остров Салливана, где простоял до 22 июля. После этого полк два раза находился на позициях у форта Вагнер, затем был отведен на остров Салливана, а 30 ноября отправлен в Северную Каролину, в Уильмингтон.
Весь январь 1864 года полк простоял в лагере под Петерсбергом, затем был отправлен к Кингстону, где в перестрелке 1 февраля погиб полковник Шоу. Его место занял подполковник Уитсон.